# Tramwaje w Eberswalde
Tramwaje w Eberswalde – zlikwidowany system komunikacji tramwajowej w niemieckim mieście Eberswalde, działający w latach 1910–1940.

## Historia
Zgodę na budowę sieci tramwajowej wydano 10 sierpnia 1909. Budowę linii rozpoczęto pod koniec maja 1910. 27 sierpnia 1910 odbyły się jazdy próbne. Otwarcie linii nastąpiło 1 września 1910 na trasie Bahnhof Eberswalde (Stettiner Bahn) — Markt. Kilka dni później otwarto przedłużenie linii przez nowy wiadukt na torami kolejowymi do końcówki Eberswalde Kleinbahnhof. Dzięki czemu linia osiągnęła długość 2,7 km.
Zajezdnię tramwajową mogącą pomieścić 6 tramwajów wybudowano przy Bergerstraße. Rozstaw szyn wynosił 1435 mm. 30 listopada 1918 wybudowano bocznicę do dworca towarowego. 13 kwietnia 1921 otwarto przedłużenie linii od Eberswalde Kleinbahnhof do Eisenspalterei. 16 kwietnia 1921 rozpoczęto eksploatację pętli tramwajowej Markt. Z powodu wysokiej inflacji 22 listopada 1922 wstrzymano kursowanie tramwajów w mieście. 14 listopada 1924 wznowiono kursowanie tramwajów na trasie Eberswalde Kleinbahnhof – Markt, natomiast odcinek Eberswalde Kleinbahnhof – Eisenspalterei zlikwidowano. 22 sierpnia 1927 otwarto linię Markt – Breite Straße – Freienwalder Straße - Saarstraße. Dzięki rozbudowie sieć osiągnęła swoją maksymalną długość – 4 km. 2 listopada 1940 wstrzymano kursowanie tramwajów i zastąpiono trolejbusami.

## Tabor
Do obsługi linii zakupiono 3 wagony silnikowe (nr 1−3) w Waggonfabrik Gottfried Lindner AG Ammendorf. Z powodu dużych ilości przewożonych pasażerów w 1910 dokupiono dwa wagony doczepne, które wyprodukował zakład Waggonfabrik Gottfried Lindner AG Ammendorf. W 1916 producent przebudował jeden z dwóch wagonów doczepnych na wagon silnikowy. Wagon po przebudowie otrzymał nr 4. Ponadto w tych samych zakładach zamówiono pług odśnieżny oraz dwa samochody do naprawy sieci. W 1920 te same zakłady dostarczyły 5 wagonów silnikowych i 4 doczepne. Wszystkie wagony były dwuosiowe. Z powodu kłopotów finansowych wszystkie nowo zakupione wagony sprzedano w 1922 do Utrechtu. W 1927 zakupiono kolejne dwa wagony silnikowe. W 1941 wagony zostały przekazane do Rostocku oraz Krakowa. Jeden z wagonów, który trafił do Krakowa w 2015 został odbudowany przez MPK do stanu czynnego i pełni rolę wagonu zabytkowego.